# Ciment de coutelier
Le ciment de coutelier ou mastic de coutelier désigne différentes sortes de mastic employés traditionnellement par les couteliers pour fixer les manches des couteaux. Il peut se faire à partir de résine de pin (colophane), de cire d'abeille et de sciure de bois.
Au XIXe siècle, le mastic, ou ciment des couteliers, se fait avec de la brique broyée, assez fin sur la plaque à l'émeri, et de la poix résine, broyée de même, la dose de l'une et de l'autre est quatre parties de résine et une partie de brique, lesquelles sont bien mêlées ensemble. On ajoute une partie de cire jaune pour que le mastic soit moins cassant.
La poix résine s'obtient en mélangeant à chaud trois parties de galipot et une partie de colophane.
Pour cimenter et mastiquer un couteau à gaine, on commence par mettre la queue de la lame au feu; pendant qu'elle chauffe, on emplit le trou du manche avec du ciment en poudre, tant qu'il en peut contenir, ce qu'on fait à l'aide d'une carte; quand la queue est un peu chaude, on la présente au trou, on la force d'entrer parce que la chaleur fait fondre le ciment, et par ce moyen la queue se fait place. Lorsque la mitre est arrivée sur la virole, on ressort la queue du trou, on la trempe dans le ciment, pour qu'il s'y en attache; on la remet dans le trou, et l'on réitère cette manœuvre jusqu'à ce qu'on sente que le ciment s'épaissit; quand il est parvenu à ce point, on ajuste bien la mitre sur la virole, de sorte que tous les points soient à leurs places: on la laisse un peu refroidir entre les mains en la tenant ferme. On observe dans cette opération de ne pas chauffer la queue à blanc, ni même couleur de cerise, etc.